# هوغو سانشيز

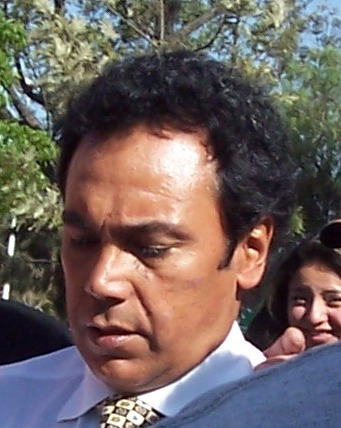
هوجو سانشيز

هوجو سانشيز ماركيز (بالإسبانية: Hugo Sánchez Márquez)، من مواليد 11 يوليو 1958 في مدينة مكسيكو في المكسيك، وهو لاعب كرة قدم مكسيكي سابق، وقد لعب مع منتخب المكسيك لكرة القدم ونادي ريال مدريد الإسباني.
بدأ مسيرته الكروية مع نادي يونام بوماس في عام 1976 وسجل معهم 99 هدف، وفي عام 1979 انتقل إلى نادي سان دييغو سوكرز الأمريكي وسجل معهم 12 هدف، وفي عام 1981 انتقل إلى نادي أتلتيكو مدريد ولعب معهم حتى عام 1985، وشارك في تلك الفترة في 111 مباراة وسجل 54 هدف، وفي عام 1985 انتقل إلى نادي ريال مدريد، ولعب معهم حتى عام 1992، وقد شارك في تلك الفترة في 283 مباراة وسجل 207 أهداف، وفي موسم 1992/1993 لعب مع نادي أمريكا المكسيكي، وفي موسم 1993/1994 عاد إلى إسبانيا ولعب مع نادي رايو فاليكانو، وشارك معهم في 29 مباراة وسجل 16 هدف، وفي عام 1996 لعب مع نادي دالاس بيرن، وشارك معهم في 23 مباراة وسجل 6 أهداف، وفي عام 1996 لعب مع نادي أتلتيكو كيلايا وشارك معهم في 12 مباراة وسجل هدفين.
و قد لعب مع منتخب المكسيك لكرة القدم منذ عام 1977 وحتى عام 1994، وقد شارك في 60 مباراة وسجل 29 هدف.
و قد اتجه إلى التدريب بعد اعتزاله، وقد درب نادي يونام بوماس في موسم 2005/2006، وفي عام 2006 درب نادي نيكاكسا، وبعد كأس العالم لكرة القدم 2006 أصبح مدربا لمنتخب المكسيك لكرة القدم. لكن إقصاء المنتخب المكسيكي من التأهل لدورة الألعاب الأولمبية بكين 2008 جعل الاتحاد المكسيكي يقرر إقالة هوجو سانشيز من منصبه في فبراير سنة 2008، وبعدها رحل للدوري الإسباني من أجل تدريب فريق ألميريا وتمكن من قيادة هذا النادي إلى الصفوف الوسطى بعد أن كان يتذيل ترتيب الدوري الإسباني قبل مجيئ هوجو سانشيز لتدريبه.

## اتليتكو مدريد
بعد خمسة مواسم ناجحة في المكسيك، لفت سانشيز انتباه العديد من الأندية الأوروبية، بما في ذلك نادي أرسنال الإنجليزي، على الرغم من توقيعه في النهاية مع فريق أتلتيكو مدريد الإسباني في عام 1981. استغرق الأمر بعض الوقت ليجد قدميه في الدوري الإسباني، لعب فقط عشرين مباراة في الدوري وسجل ثمانية أهداف في موسمه الأول، ولكن بحلول موسم 1984-1985 كان يسجل بانتظام مع الفريق و فاز بكأس الملك، واحتل المركز الثاني في الدوري وفاز بكأس السوبر الإسباني. في ذلك العام، فاز سانشيز بلقب هداف الدوري، حيث سجل 26 هدفا.

## روابط خارجية
- هوغو سانشيز على موقع الاتحاد الدولي (مؤرشف)  (الإنجليزية)
- هوغو سانشيز على موقع الدوري الأمريكي (الإنجليزية)
- هوغو سانشيز على موقع قاعدة بيانات كرة القدم.إي يو (الإنجليزية)
- هوغو سانشيز على موقع ناشيونال فوتبول تيمز (الإنجليزية)
- هوغو سانشيز على موقع عالم كرة القدم.نت (الإنجليزية)
- هوغو سانشيز على موقع اللجنة الأولمبية الدولية (الإنجليزية)
- هوغو سانشيز على موقع أوليمبيديا (الإنجليزية)